# Falsomesosella saigonensis
Falsomesosella saigonensis là một loài bọ cánh cứng trong họ Cerambycidae.